# Полонезкёй
Полонезкёй (тур. Polonezköy, пол. Adampol, турецкое название означает «польская деревня») — деревня в Турции, в илче Бейкоз ила Стамбул. Поселение выходцев из Польши на окраине Стамбула. На азиатской стороне пролива Босфор. До 1960 года обычная сельскохозяйственная деревня, в которой использовался, наряду с турецким, польский язык, и поддерживались польские традиции.

## История
В 1841 году Михал Чайковский прибыл на берега Босфора, назначенный князем Адамом Чарторыйским главой Главной агенции восточной миссии Отеля Ламберт. Его целью было противодействие усилению российского влияния в Турции. В этот период в Турции было множество польских эмигрантов из числа участников ноябрьского восстания, часть из которых не имели ни пристанища, ни средств существования. По инициативе князя, Чайковский купил в окрестностях, на расстоянии 100 километров от тогдашнего Стамбула, заброшенные территории, на которых лазаристы хотели создать поселение.
19 марта 1842 года поставлена первая изба. Деревня получила название Адамполь, в честь князя Адама Чарторыйского. Кроме повстанцев ноябрьского восстания, Чайковский поселил в деревне выкупленных из турецкого и черкесского рабства поляков, в большинстве бывших солдат русской армии на Кавказе.
Факт существования польской деревни, когда самого польского государства не существовало, притягивал в Адамполь множество поляков и других эмигрантов из царской России. В деревне была открыта польская школа, что привело к главенству польского языка, несмотря на довольно пёстрый этнический состав населения.
После провозглашения независимости Польши в 1918 году деревня стала получать некоторые средства от польского правительства и фондов. Часть жителей деревни вернулись в Польшу. В 1933 году был открыт памятник Адаму Мицкевичу с надписями на польском и турецком языках.
В 1938 году жителям деревни было дано турецкое гражданство.
Тяжёлые времена для деревни наступили после Второй мировой войны, когда связи с коммунистической Польшей значительно ослабли. Основным доходом деревни являлось свиноводство и продажа его продуктов немусульманам региона.
С 1960 года основным родом деятельности деревни становится туристическая, так что теперь деревня состоит в большей мере из отелей и пансионатов.
В 1968 году семья Чарторыйских отказалась от прав на деревню, которые были переданы самой деревне, вместе с правом на землю, на которой она расположена.
Разросшийся Стамбул достиг деревни, что в итоге привело к некоторому наплыву турецкого населения. 150-летие создания деревни отмечалось в Турции с размахом.
Во время визита папы римского Иоанна Павла II в Турцию в 1979 году, жители деревни встречались с ним в Стамбуле. Также деревню посещали президенты Польши Лех Валенса и Александр Квасневский; президенты Турции Мустафа Кемаль Ататюрк и Кенан Эврен; Ференц Лист, Гюстав Флобер, Карел Дроз, нунций Анжело Ронкалли, дипломат Адам Рапацкий и другие.

## Деревня сегодня
Поляки составляют (по состоянию на 2010 год) треть жителей деревни, хотя традиционно на должность мухтара (войта) деревни избирается поляк.
Польский язык в быту сохранился только у пожилых жителей деревни. В деревне работает польская школа (преподавание ведётся на турецком языке) и музыкальные коллективы польской песни и польского танца.
Каждое лето проходит фестиваль польской культуры.

## Достопримечательности
- Дом памяти Зофьи Рыжы — этнографический музей польских поселенцев.
- Костёл Ченстоховской Богоматери.
- Польское кладбище, где в том числе похоронена любимая женщина Юлиуша Словацкого, Людвика Снядецкая. Кладбище было реставрировано польскими организациями.

## Города побратимы
- Томашув-Мазовецкий

## Известные выходцы из деревни
- певица Лейла Генчер
- поэт Назым Хикмет